# Non mettermi in croce
Non mettermi in croce è un brano musicale del cantautore italiano Gigi D'Alessio. È il singolo che anticipa l'uscita dalla raccolta Mi faccio in quattro pubblicata il 19 ottobre 2007.
È in rotazione nelle radio dal 5 ottobre 2007 ed è in vendita dalla stessa data in formato digitale su tutte le piattaforme web.
È uno dei due inediti insieme alla canzone Bambina che compongono l'intera raccolta di 50 brani, la prima veramente completa dell'artista.

## Il brano
È una canzone d'amore con sonorità e sfumature rockeggianti, dove D'Alessio incoraggia l'amata a fare pace probabilmente dopo un litigio.

## Tracce
Download digitale
1. Non mettermi in croce - 3:37